# TMB銀行
TTB銀行 (TTB Bank Public Company Limited)は、タイで資産規模では5番目に大きい銀行。イメージカラーは鮮やかな赤色と青色。
元はタイ軍人銀行で、1957年に設立。現在の主要株主は、タイ国財務省、INGグループ、DBS銀行など。タイ証券取引所に上場しており、SET 50 Indexにも採用されている。(2008年2月現在)
タイ国内の軍人の為の信用組合的な趣あるが、一般市民の預金引受け業務も行う。

## 歴史
- 1957年3月 - タイ国軍人向けに設立される。
- 2000年 - バーツ危機のため公的資金援助と、タイ・ライフ・インシュランスの出資を受ける。
- 2004年 - シンガポール系のDBSタイタヌ銀行（DTDB）、政府系タイ産業金融公社（IFCT）を統合。
- 2021  Thanachart Bank and TMB Bank to TTB Bank